# 新美南吉記念館
新美南吉記念館（にいみなんきちきねんかん）は、愛知県半田市が設置するる新美南吉の記念文学館である。

## 概要
1994年（平成6年）6月、半田市によって新美南吉生誕80周年・没後50周年を記念し、童話『ごん狐』の舞台とされる中山の地に開設された。
建物は半田市と社団法人愛知建築士会が主催した全国コンペにより選出されたものである。当時としては最多応募数の中から（421点）新家吉宏、岡村雅弘、石田純治の3名が共同受賞し、その斬新な構成が話題を集めたほか、1994年度の第2回愛知まちなみ建築賞を受賞している。記念館に隣接する童話の森には遊歩道（せせらぎの小径、あじさいの道、花のき広場、兵十橋）などが整備され、散策や自然観察などが楽しめる。
館内の展示室には南吉の残した原稿や日記、手紙などの資料と南吉の作品6点のジオラマ模型の展示が行われている。図書室には、南吉の作品や研究書が多く収蔵されているほか、ビデオシアターでは『ごん狐』や『手袋を買いに』などの作品を月替わりで上映している。
2010年（平成22年）6月には明仁天皇・美智子皇后夫妻が同館を来訪した。
2013年（平成25年）には、新美南吉の生誕100周年を記念して展示室を一部改装し、同年1月5日にリニューアルオープンした。なお、同年4月に半田市名誉市民である森信三の展示を半田市立博物館へ移設している。
2023年（令和5年）1月4日、新美南吉の生誕110周年を記念して常設展示を一新し、開幕式が行われた。
- 館内
- 隣接する童話の森

## 利用案内
- 開館時間 - 9時30分 - 17時30分
- 休館日 - 毎週月曜日、毎月第2火曜日（祝日・振替休日の場合は翌日休館）、年末年始
- 入館料 - 210円（中学生以下無料）

## 交通アクセス
- 名鉄河和線「半田口駅」から徒歩で約20分。
- 名鉄河和線「知多半田駅」もしくは「住吉町駅」から半田市公共交通バス「ごんくる」半田中央線に乗車、「新美南吉記念館」バス停下車。
- 名鉄河和線「知多半田駅」から半田市公共交通バス「知多半島総合医療センター線」北ルートに乗車、「新美南吉記念館」バス停下車。
- 知多半島道路半田中央ICから車で約3分。